# Call the Police
«Call the Police» es una canción interpretada por el supergrupo rumano G Girls. Se estrenó en formato digital el 14 de junio de 2016 a través de Global Records y Roton; poco después se lanzó en Italia el 15 de julio de 2016 a través de Ego Records. Eric Turner y Julimar Oliveira escribieron el sencillo, mientras que Marcel Botezan y Sebastian Barac se encargaron de la producción. «Call the Police» es una pista de eurodance «típica» que incorpora «el ambiente de música dance rumano» en su composición.
Tras su lanzamiento, la canción recibió reseñas positivas por parte de los críticos de música; uno señaló el ritmo pegadizo de la pista, mientras que otro la comparó con los trabajos de Inna, miembro del grupo. Roman Burlaca filmó el video musical del sencillo en el Palacio Noblesse en Bucarest, Rumania. Desde el punto de vista comercial, «Call the Police» fue un éxito moderado en las listas; alcanzó el puesto número seis en la lista Airplay Top 100 de Polonia y el número 64 en Rumania.

## Antecedentes y lanzamiento
G Girls es un supergrupo rumano creado por el sello discográfico Global Records y conformado por las cantantes rumanas Alexandra Stan, Antonia, Inna y Lori; esta última participó previamente en el programa de talentos Vocea României. Eric Turner y Julimar Oliveira escribieron «Call the Police», mientras que Marcel Botezan y Sebastian Barac se encargaron de la producción. El sencillo se estrenó el 14 de junio de 2016 en varios territorios a través de Global Records y Roton; poco después se lanzó en Italia el 15 de julio de 2016 a través de Ego Records. Antes del estreno de la pista, Stan y Antonia lanzaron sus sencillos «Écoute» y «Sună-mă», respectivamente, mientras que Inna estaba por lanzar su sencillo «Heaven».

## Composición y recepción
Según la revista Beebee, «Call the Police» es una pista de Eurodance «típica» que incorpora «el ambiente de música dance rumano» en su composición. Jonali describió al sencillo como una «pista veraniega de club» y un «ritmo isleño y contagioso». Iko, de la revista Beebee, describió a G Girls como el «grupo de chicas más caliente» y a la canción como «una sorpresa»; además la comparó con los trabajos de Inna. También señaló el atractivo comercial del grupo y elogió el video musical de «Call the Police». Jonali, en su propio sitio web, dijo que los ganchos de la canción eran pegadizos y aplaudió su estribillo: «Somebody better call the police on me, somebody better call the police»; también señaló similitudes con la música de Inna. El portal japonés TV Groove comentó que la pista es «una melodía de club pegadiza y exquisita que es perfecta para el verano, acompañada por un ritmo isleño y adictivo».
Tras su lanzamiento, «Call the Police» obtuvo una recepción moderada en las listas. Alcanzó su punto máximo en los puestos seis y cinco en las listas Airplay Top 100 y Dance Top 50 de Polonia, respectivamente. En Rumania, el sencillo debutó en el número 64 en el ranking Airplay 100 en la semana del 24 de julio de 2016; permaneció en la misma posición en su segunda y última semana en la lista.

## Video musical

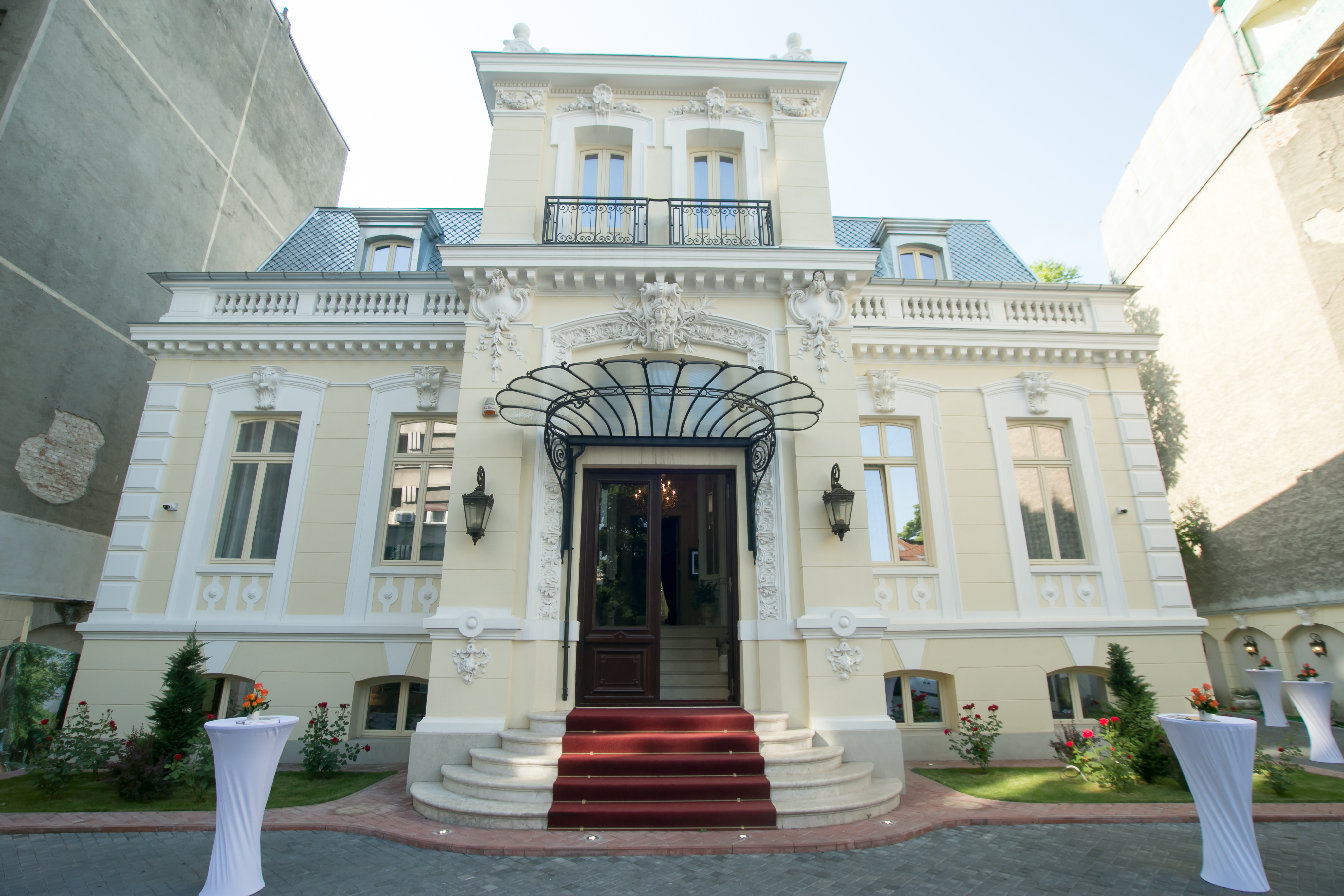
El video musical de «Call the Police» se filmó en el Palacio Noblesse en Bucarest, Rumania (en la imagen).

Roman Burlaca filmó el video musical del sencillo en el Palacio Noblesse en Bucarest, Rumania, y se estrenó en el canal oficial del sello Global en YouTube el 1 de junio de 2016. Marius Panduru se desempeñó como el director de fotografía. Tania Cozma, Andra Manea y Dana Pertina se encargaron del maquillaje, mientras que Alex Ifimov y Sorin Stratulat de los estilos de peinado.
El video empieza con Inna y Antonia entrando al edificio después de encontrarse. Luego, esta última camina hacia un salón lleno de gente, mientras toma unas fotografías. Mientras tanto, Inna aparece sentada en una silla con diseño de máscara, rodeada por varios chicos en un cuarto blanco. Stan, vestida con lencería roja, se muestra con un hombre, a quien luego ata a una silla en el video y le roba su dinero. Luego, Lori entra en una habitación con luces de neón color verde, donde se muestran a dos parejas, una gay y la otra lésbica, besándose; esta última aparece en una tina, donde la chica derrama una copa de agua encima de la otra. Posteriormente, Lori escribe «911» en un espejo, y todas las miembros del grupo aparecen en un cuarto oscuro, mientras visten trajes brillantes para ser visibles en la oscuridad. Después que Lori mezcla un poco de alcohol, el video termina con las chicas abandonando el edificio, mientras Antonia arroja las fotos que tomó al principio. Las escenas intercaladas muestran al grupo interpretando la canción en sitios oscuros y luminosos.

## Formatos
| Descarga digital |                   |          |  |
| N.º              | Título            | Duración |  |
| 1.               | «Call the Police» | 3:08     |  |

## Posicionamiento en listas
| Polonia | Airplay Top 100 | 6  |
| Polonia | Dance Top 50    | 5  |
| Polonia | TV Airplay      | 2  |
| Rumania | Airplay 100     | 64 |

## Personal
Adaptado de Top Românesc.
| Créditos técnicos y vocales - G Girls – voces - Alexandra Stan – voz principal - Antonia – voz principal - Inna – voz principal - Lori – voz principal - Sebastian Barac – productor - Marcel Botezan – productor - Julimar Santos Oliveira Neponunceno – compositor - Eric Turner – compositor | Créditos visuales - Roman Burlaca – director - Tania Cozma – maquillaje - Alex Ifimov – estilos de peinado - Andra Manea – maquillaje - Sorin Stratulat – estilos de peinado - Marius Panduru – director de fotografía - Dana Pertina – maquillaje |

## Historial de lanzamiento
| País           | Fecha               | Formato          | Discográfica   |
| -------------- | ------------------- | ---------------- | -------------- |
| Dinamarca      | 14 de junio de 2016 | Descarga digital | Global • Roton |
| Alemania       | 14 de junio de 2016 | Descarga digital | Global • Roton |
| Rumania        | 14 de junio de 2016 | Descarga digital | Global • Roton |
| Reino Unido    | 14 de junio de 2016 | Descarga digital | Global • Roton |
| Estados Unidos | 14 de junio de 2016 | Descarga digital | Global • Roton |
| Italia         | 15 de julio de 2016 | Descarga digital | Ego            |